# 17980 Vanschaik
17980 Vanschaik è un asteroide della fascia principale. Scoperto nel 1999, presenta un'orbita caratterizzata da un semiasse maggiore pari a 2,8321615 UA e da un'eccentricità di 0,0846942, inclinata di 3,22653° rispetto all'eclittica.